# 伊尔默瑙工业大学
伊尔默瑙工业大学（德語：Technische Universität Ilmenau）是德国图林根州内仅次于耶拿大学的第二大大学，位于伊尔默瑙。伊尔默瑙工业大学创建于1894年，目前拥有注册学生大约7200人。